# 赤尾渋垂郡辺神社
赤尾渋垂郡辺神社（あかおしぶたれこうりべじんじゃ）とは、静岡県袋井市高尾に所在する神社。

## 概要
古文書に717年（養老元年）遠江国造の神霊を相殿に祀ったと記されている。『日本三代実録』には、878年（元慶2年）9月16日に「赤尾神、渋垂神に従五位下を授けられた」と記されている。
739年（天平11年）11月4日には、行基により寺院が開山、赤尾山長楽寺と号して栄えるが、戦国時代の争乱などで衰退し、江戸時代は高野山普門院の末寺として存続する。
明治時代に入り、神仏分離や一村一社制といった国策に合わせて、境内神社や旧高尾地内大小数社の合祀が行なわれ、二つの本殿であった赤尾神社・渋垂神社の合祀を始め、郡辺神社（別名 六所大明神・延喜式内社）・若一王子神社・八幡神社・山名神社・敢国神社・天伯神社・八面神社・津島神社・天神社・注連神社等が、合祀された。
1872年（明治5年）2月、郷社に昇格。1915年（大正4年）神饌幣帛供進社指定。
1951年（昭和26年）社殿を改修。2002年（平成14年）神社本庁指定神社。2006年（平成18年）社殿改築・社務所新築、2011年（平成23年）の台風被災後、境内・山林整備を行う。

## 祭神
- 赤尾神社
  - 伊弉諾命
  - 伊弉册命
  - 菊理姫命
- 渋垂神社
  - 息長足姫命（神功皇后）
  - 誉田別命（応神天皇）
  - 玉依姫命
- 郡辺神社
  - 表筒男命
  - 中筒男命
  - 底筒男命
  - 表津綿津見神
  - 中津綿津見神
  - 底津綿津見神
  - 大己貴命（大国主神）

- 山名神社・敢国神社
  - 印岐美命（遠江国造）
  - 伊弉諾命
  - 伊弉册命
  - 金山毘古神
  - 金山毘売神
- 若一王子神社
  - 天忍穂耳命

- 八幡神社
  - 息長足姫命
  - 誉田別命
  - 玉依姫命
- 八面神社・津島神社
  - 素盞嗚尊
- 天伯神社
  - 猿田彦命
- 天神社
  - 菅原道真
- 注連神社
  - 注連神社大神

## 境内社
- 白山神社 - 祭神：菊理姫命など、例祭：7月15日の前の日曜日。
- 赤尾弁財天社 - 祭神：市杵島姫命、例祭：4月8日後の日曜日。
- 礎国(そこく)神社 - 祭神：旧袋井市内の明治･大正･昭和の英霊1370柱、例祭：9月30日。

## 史跡
- 渋垂神社古墳群
- 弘法大師霊場
- 水子霊社